# 마두와타

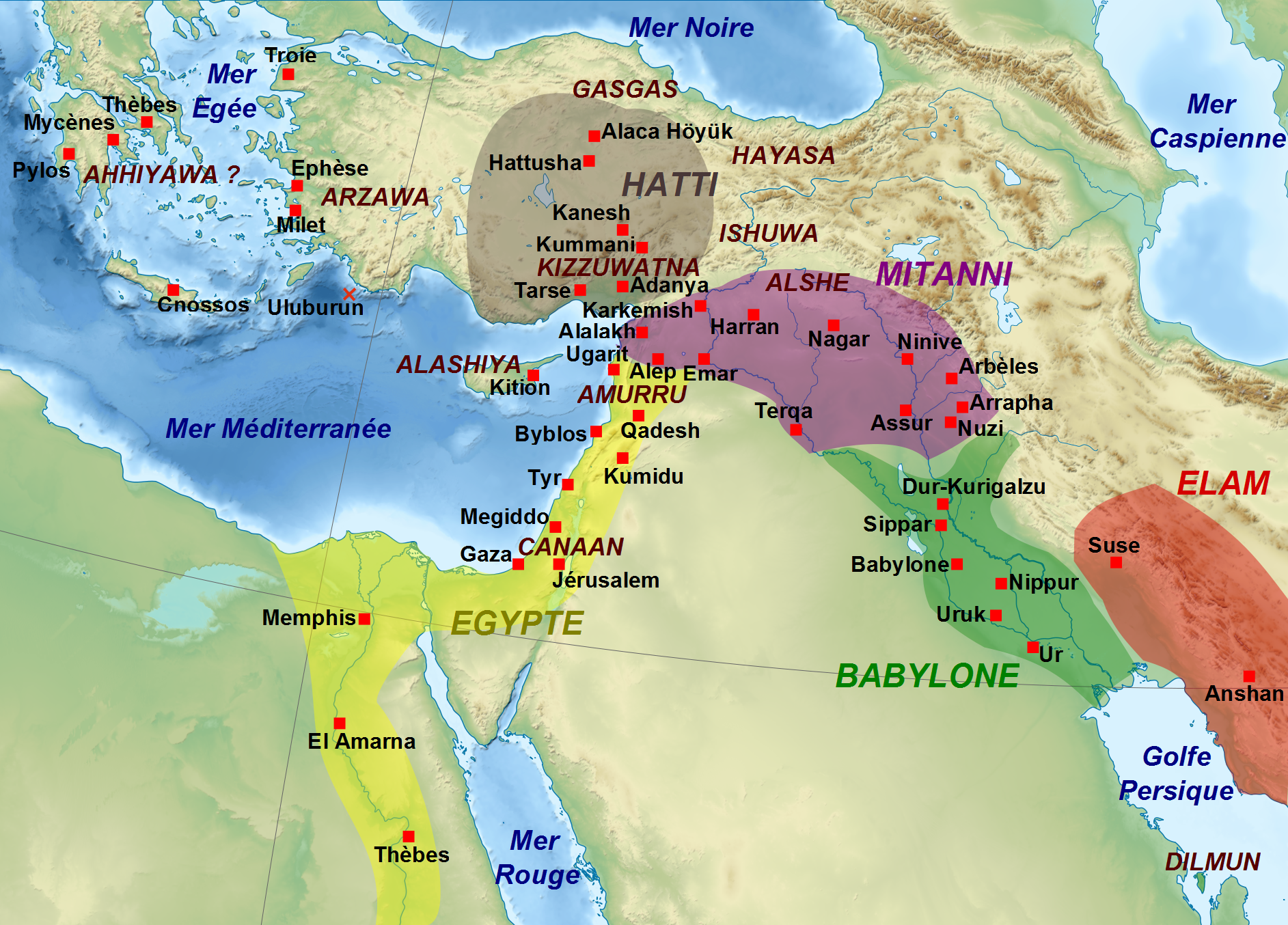
지도상에 아르자와가 표시되어있다.

마두와타(Madduwatta, Madduwattas)는 기원전 13~14세기경의 아나톨리아의 아르자와의 왕이었다.

## 생애
아마도 마두와타는 남서 소아시아의 룩카 도시국가의 첫 지역왕이었다.
그는 룩카 지역에서 아타리시야(아히야에서 온 남자)와의 싸움에 직면하였다. 그리고 그의 지배권을 잃었다. 히타이트 제국의 투드할리야 2세는 마두와타에게 그가 아르자와를 침입할 조건으로 거대한 집파슬라 왕국을 주었다.
이때 아르자와의 왕 쿠판타-쿠룬타는 그의 군대를 파괴하고 집파슬라를 점령하였다. 투드할리야 2세는 마두와타의 적을 격파하고 마두와타의 왕좌를 회복시켜 주었다. 그 후 마두와타의 이전 적 아타리시야가 집파슬라를 100대의 전차로 공격하였다. 이때 마두와타는 스스로를 방어하지 않고 다시 히타이트로 달아났다.